# Josszí Benájún
Jószéf Sáj "Josszí" Benájún (héberül יוסף שי "יוסי" בניון, izraeli angol átírással Yossi Benayoun) (Dimóna, 1980. május 5. –) izraeli válogatott labdarúgó.

## Pályafutása

### Kezdetek
Az izraeli kapitány a Hapóél Beér-Seva juniorcsapatánál kezdte meg pályafutását, alig 50 kilométerre szülőhelyétől. Felkérték, hogy csatlakozzon az Ajax Academy-hez, de honvágya miatt csak egy szezont töltött Hollandiában. (Visszatért a Hapoelhez.)
Benájún 1997-es visszatérése után a kezdőcsapatba került, és első szezonjában 15 gólt szerzett. Ezek után nem volt meglepő, hogy 1998-ban megvásárolta a Makkabi Haifa, ahol szintén alapemberré vált.
Benájún az izraeli labdarúgás csillogó fényei közül az egyikké fejlődött. Ő volt az ország második legjobb góllövője (19 gól) az 1999–2000-es szezonban. A 2000–01-es szezonban pedig bajnoki címhez segítette a Haifát. 4 idény, 130 meccs, 55 gól. Ezekkel az adatokkal hagyta maga mögött a Haifát, hogy 2002-ben az észak-spanyolországi Racing Santanderbe igazoljon.
Benajun élvezetes három idényt töltött a La Ligában, miközben 21 gólt rúgott 101 mérkőzésen, mielőtt a pénzügyi nehézségek kényszerítették a tulajdonosait, hogy megváljanak tőle.

### Angliában

#### West Ham United
A West Ham 2005 nyarán 2,5 millió fontot fizetett a támadó középpályásért.
A 2005–06-os idényben 5 góllal és 7 gólpasszal segítette csapatát az FA-kupa döntőjébe, ahol 3–3-as állás után tizenegyespárbajban szenvedtek vereséget Benajun leendő csapattársaitól, a Liverpooltól.

#### Liverpool
2007 júliusában Benájún a Liverpoolhoz szerződött.
A 2009–2010-es szezonban a Burnley ellen mesterhármast szerzett, a mérkőzés 4–0 lett.

#### Chelsea
2010. július 3-án bejelentették, hogy Benájún 4 éves szerződést kötött a Chelsea-vel.
"Josszí már hetekkel ezelőtt megegyezett Rafael Benítezzel a távozásról. A legjobbakat kívánja neki mindenki, aki a Liverpool FC kötelékébe tartozik" - nyilatkozta a kikötővárosi klub szóvivője.
"Felvillanyoz, hogy egy olyan fantasztikus csapathoz kerülök, mint a Chelsea. Igazi sztárklub, bárki büszke lehet, aki a Chelsea mezét viseli. Remélem, hogy sikeresek leszünk." - mondta Benajun.
Tétmeccsen a Manchester United ellen lépett pályára először, a szuperkupa-döntőn csereként 18 percet kapott. A bajnokság 2. fordulójában megszerezte első gólját a Wigan ellen.
Szeptember 22-én a Newcastle elleni angol ligakupa meccsen megsérült. Előzetesen csak egy hét kihagyást jósoltak neki, azonban később kiderült izomszakadása van, így fél évet kénytelen kihagyni, műteni is kell.

#### Arsenal FC
2011. augusztus 31-én a Chelsea az egész 2011–12-es szezonra kölcsönadta az Ágyúsoknak.

#### Bétár Jerusálajim
2017. június 26-án aláírt a Bétár Jerusálajim csapatához.

### Válogatott
Benájún az izraeli felnőtt válogatottban 1998. november 18-án mutatkozott be Portugália ellen. 2017-ben 102 válogatott mérkőzése után vonult vissza a válogatottságtól.

## Külső hivatkozások
- Benájún profilja a West Ham oldalán
- Benájún profilja az LFChistory.net-en